# Metro Madrid
Die Metro Madrid ist die U-Bahn der spanischen Hauptstadt Madrid. Das 296,6 Kilometer lange Streckennetz erschließt mit mittlerweile 303 Stationen nicht nur die Stadt selbst, sondern auch zahlreiche Vororte. Nach der im Mai 2007 abgeschlossenen Erweiterungsphase ist die Madrider Metro derzeit die drittlängste U-Bahn Europas. Hinsichtlich der Zahl der Stationen wird sie in Europa nur von Paris übertroffen. Neben der U-Bahn Seoul galt sie um 2000 als die am schnellsten expandierende U-Bahn der Welt. Allein seit 1994 hat sich die Länge des Streckennetzes mehr als verdoppelt.
Die Betriebsführung erfolgt durch die Metro de Madrid S.A., eine Tochtergesellschaft des Consorcio Regional de Transportes de Madrid. Dabei handelt es sich um ein öffentlich-rechtliches Unternehmen im Besitz der Stadt Madrid, der Autonomen Gemeinschaft Madrid und der Vorortsgemeinden. Dieses Konsortium koordiniert auch den Busbetrieb der städtischen Verkehrsbetriebe Empresa Municipal de Transportes (EMT) sowie das Nahverkehrsnetz Cercanías (Vorortzüge) der spanischen Staatseisenbahn Renfe. Alle Verkehrsträger der Hauptstadtregion sind zu einem Verkehrsverbund zusammengeschlossen. Im Jahr 2019 beförderte die Metro Madrid 677,4 Millionen Fahrgäste.

## Liniennetz

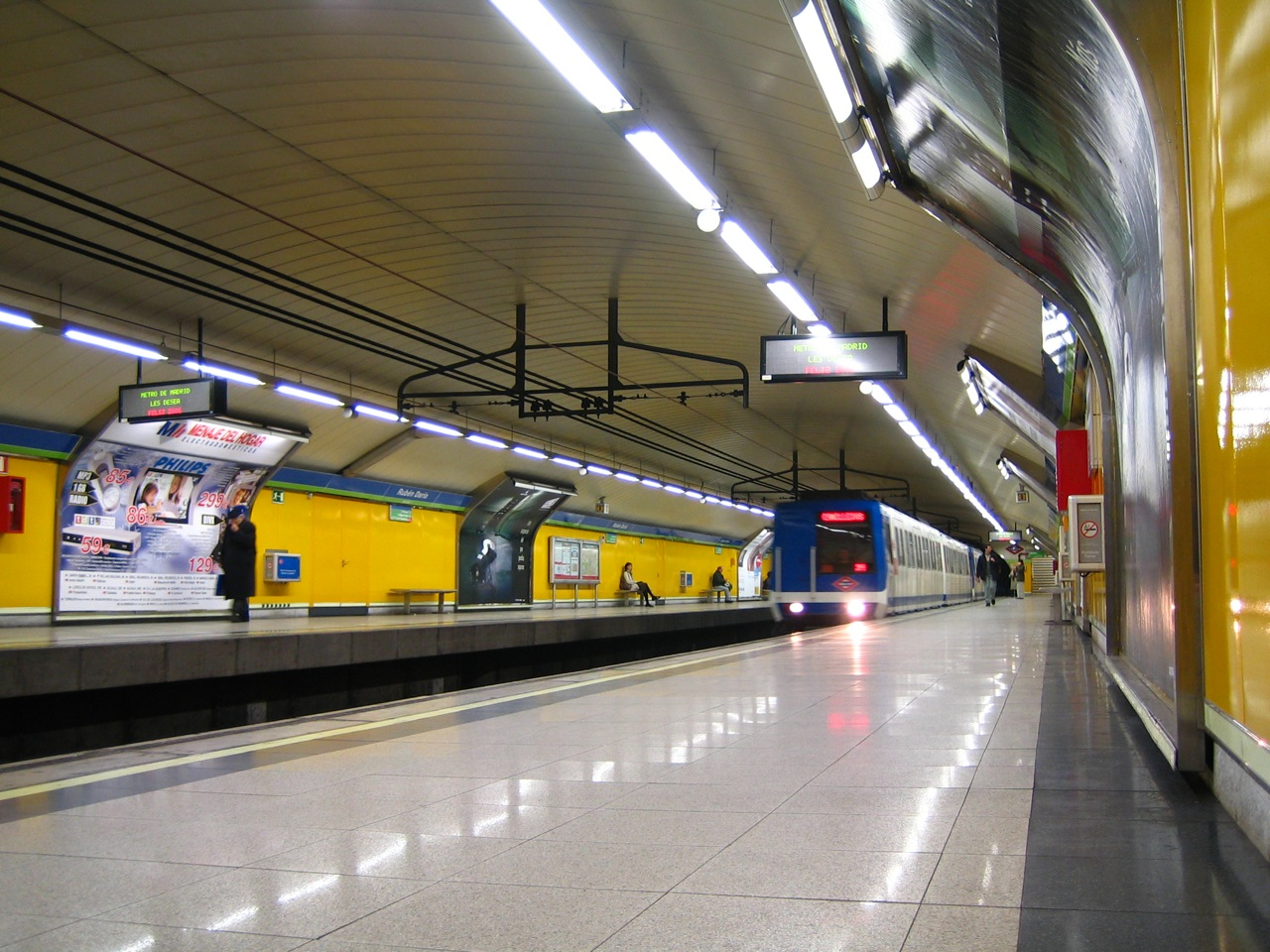
Station Rubén Darío (Linie 5)

Das Liniennetz der Madrider Metro ist nach Betreiberangaben derzeit 296,6 Kilometer lang, besteht aus 13 Linien und besitzt 303 Stationen. Die Spurweite beträgt 1445 Millimeter (10 Millimeter mehr als die international übliche Normalspur). Sie entspricht damit jener der einstigen Straßenbahnen und ist bedeutend schmaler als die bei den Eisenbahnen verwendete spanische Breitspur von 1668 Millimetern. Fast das gesamte Netz verläuft unterirdisch; nur drei Abschnitte befinden sich an der Oberfläche. Es handelt sich dabei um die Strecken Puerta de Arganda–Arganda del Rey an der Linie 9 und Lago–Casa de Campo an der Linie 10 sowie die Station Aluche an der Linie 5.
Wie die Berliner U-Bahn besteht auch die Madrider Metro aus zwei unterschiedlichen Teilnetzen. Die Linien 1 bis 5 sowie R gehören zum Kleinprofilnetz. Die Tunnel sind 6,86 Meter breit und 5,36 Meter hoch, liegen zumeist in geringer Tiefe und folgen in der Regel dem oberirdischen Straßenverlauf. Während die Tunnel hufeisenförmig gebaut sind, weisen die Stationen eine Ellipsenform auf. Die Kleinprofillinien wurden aufgrund ihrer geringen Tiefe und der günstigen Geologie (stabile Lehm- und Sandschichten) meist in offener Tunnelbauweise errichtet; dabei hob man eine Baugrube aus und deckelte diese anschließend zu. Bei schwierigeren Verhältnissen kam die „belgische Methode“ zur Anwendung, die im Laufe der Zeit zur „Madrider Methode“ weiterentwickelt wurde (Erläuterungen zu den verschiedenen Bauweisen unter Tunnelbau). Die am tiefsten unter der Erdoberfläche gelegene Kleinprofil-Station ist mit 28 Metern La Latina an der Linie 5.
Zum Großprofilnetz gehören die Linien 6 bis 12. Sofern die Tunnel nahe der Oberfläche liegen, wurden auch diese in der offenen Bauweise errichtet; in diesem Falle sind sie 7,74 Meter breit und 6,87 Meter hoch. Bei Tiefen unter 20 Metern kamen modernere Bauweisen zur Anwendung wie die Neue Österreichische Tunnelbaumethode oder seit Beginn der 1990er Jahre Tunnelbohrmaschinen. In diesen Abschnitten weisen die Tübbings einen Innendurchmesser von 8,07 Metern auf. Die tiefstgelegene Großprofilstation ist mit 49 Metern jene der Linie 6 bei Cuatro Caminos.
Auf beiden Teilnetzen beträgt der minimale Kurvenradius 90 Meter, die maximale Neigung 5 Prozent. Der Oberbau besteht aus Vignolschienen (Gewicht 54 kg/m) mit Holzschwellen auf Schotterbett. In den Stationen und in engen Kurven sind die Schienen direkt in den Beton der Tunnelsohle eingelassen oder auf Betonkonsolen montiert.
| Linie | Endstationen                                      | Eröffnung | Strecken- länge | Profil | Fahr- spannung | Anzahl Stationen | Bahnsteig- länge | Fahrgastaufkommen pro Linie (2018) |
| ----- | ------------------------------------------------- | --------- | --------------- | ------ | -------------- | ---------------- | ---------------- | ---------------------------------- |
|       | Pinar de Chamartín ↔ Valdecarros                  | 1919      | 23,9 km         | klein  | 600 V=         | 33               | 90 m             | 095.549.987                        |
|       | Las Rosas ↔ Cuatro Caminos                        | 1924      | 14,0 km         | klein  | 1500 V=        | 20               | 60 m / 90 m      | 043.969.307                        |
|       | El Casar ↔ Moncloa                                | 1936      | 18,5 km         | klein  | 1500 V=        | 19               | 108 m            | 066.538.578                        |
|       | Argüelles ↔ Pinar de Chamartín                    | 1944      | 16,0 km         | klein  | 600 V=         | 23               | 60 m             | 043.442.442                        |
|       | Alameda de Osuna ↔ Casa de Campo                  | 1968      | 23,2 km         | klein  | 600 V=         | 32               | 90 m             | 069.848.412                        |
|       | Circular (Ringlinie)                              | 1979      | 23,5 km         | groß   | 600 V=         | 28               | 115 m            | 107.544.619                        |
|       | Pitis ↔ Barrio del Puerto (–Hospital del Henares) | 1974      | 32,9 km         | groß   | 1500 V=        | 30               | 115 m / 90 m     | 044.252.587                        |
|       | Nuevos Ministerios ↔ Aeropuerto T4                | 1998      | 16,5 km         | groß   | 1500 V=        | 8                | 115 m            | 018.928.919                        |
|       | Paco de Lucia ↔ Arganda del Rey                   | 1980      | 39,5 km         | groß   | 600 V=         | 29               | 115 m            | 043.415.474                        |
|       | Hospital Infanta Sofía ↔ Puerta del Sur           | 1961      | 36,5 km         | groß   | 1500 V=        | 31               | 115 m / 90 m     | 075.130.369                        |
|       | Plaza Elíptica ↔ La Fortuna                       | 1998      | 08,5 km         | groß   | 1500 V=        | 7                | 115 m            | 005.421.189                        |
|       | MetroSur (Ringlinie)                              | 2003      | 41,0 km         | groß   | 1500 V=        | 28               | 115 m            | 032.109.243                        |
|       | Ópera ↔ Príncipe Pío                              | 1925      | 01,1 km         | klein  | 1500 V=        | 2                | 60 m             | 006.370.436                        |

## Betrieb

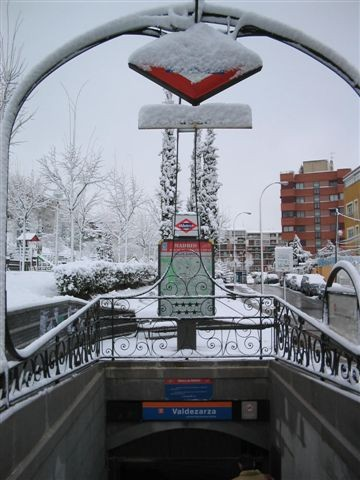
Station Valdezarza (Linie 7); Wegen der weitgehend unterirdischen Streckenführung wird der Betrieb durch Schneefall kaum beeinträchtigt.

Die Madrider Metro verkehrt täglich von 6:00 Uhr bis 1:30 Uhr. Die Zugfolgezeit variiert von Linie zu Linie. In der Regel beträgt sie während der Hauptverkehrszeit 2 bis 4 Minuten, tagsüber 4 bis 7½ Minuten und ab Mitternacht 15 Minuten.
Es gibt sechs Betriebswerkstätten mit Abstellanlagen. Diese befinden sich bei den Stationen Cuatro Caminos, Cuatro Vientos, Herrera Oria, Fuencarral, Loranca und Ventas. Die Hauptbetriebswerkstatt, die sowohl für Kleinprofil- als auch für Großprofilzüge verwendet wird, befindet sich auf einem 30 Hektar großen Gelände im Osten der Stadt nahe dem Stadion Estadio Metropolitano zwischen den Stationen Canillejas und Las Musas der Linien 5 und 7, und ist mit diesen über Zufahrtsgleise verbunden.
Die Stromzufuhr erfolgt auf allen Linien mittels Oberleitung und Stromabnehmern (600 Volt Gleichstrom auf den Linien 1, 4, 5, 6 und 9, ab 1999 auf den übrigen Linien sukzessive auf 1500 Volt umgestellt, beginnend auf den Linien 10 und 12). Die Stromversorgung erfolgt über 83 Unterwerke, die über das ganze Streckennetz verteilt sind und von der Station Quevedo aus zentral gesteuert werden. Die zentrale Betriebsleitstelle, von der aus alle Züge überwacht werden, ist in der Station Alto del Arenal untergebracht (bis Juli 2000 in der Station Pacífico).
Drei Linien weisen betriebliche Besonderheiten auf:
- Die Linie R (für Ramal, dt. „Abzweig“) ist lediglich 1,1 Kilometer lang. Zwei Züge mit je vier Wagen pendeln zwischen den Stationen Ópera und Príncipe Pío hin und her. Die Strecke ist zwar zweigleisig, doch gibt es in beiden Stationen nur je einen Bahnsteig.
- Die Metrolinie mit der Nummer 9 verläuft über eine Länge von 18 Kilometern an der Oberfläche. Sie nutzt zwischen Puerta de Arganda und Arganda del Rey eine ehemalige Güterbahnstrecke und besaß auf diesem Streckenabschnitt zunächst lediglich drei Zwischenstationen. Um der schnell steigenden Bevölkerungszahl von Rivas-Vaciamadrid Rechnung zu tragen, wurde am 11. Juli 2008 eine weitere Station mit dem Namen Rivas-Futura eingefügt. Es gibt zudem Pläne für eine weitere Station im Stadtgebiet.[6] Wegen der geringeren Fahrgastfrequenzen erfolgt in Puerta de Arganda eine betriebliche Trennung der Strecke. Außerhalb von Madrid verkehren lediglich Züge mit drei Wagen und einem größeren Intervall. Fahrgäste, die weiter in die Innenstadt möchten, müssen an der Stadtgrenze vorläufig umsteigen, bis die größere Nachfrage einen durchgehenden Betrieb rechtfertigt. Die Überlandstrecke ist im Besitz der Gesellschaft Transportes Ferroviarios de Madrid, an der die Metrogesellschaft und mehrere Baukonzerne beteiligt sind; sie fällt nach Ablauf der Konzession im Jahr 2028 in den Besitz der Autonomen Gemeinschaft Madrid.
- Die Linie 12 – auch MetroSur („Südmetro“) genannt – verläuft vollständig außerhalb des Stadtgebietes von Madrid und verbindet als Ringstrecke die Vorstädte Alcorcón, Fuenlabrada, Getafe, Leganés und Móstoles miteinander. Sie ist über die Linien 3 und 10 mit dem übrigen Metronetz verbunden, zudem besteht an sechs Stationen eine Umsteigemöglichkeit zu vier verschiedenen Linien der Vorortbahn Cercanías. Obwohl die Strecke teilweise durch offenes Gelände führt, liegt sie vollständig im Tunnel. Dadurch soll die zukünftig zu erwartende Stadtentwicklung nicht beeinträchtigt werden.

Auf sämtlichen Linien herrscht Linksverkehr. Die Höchstgeschwindigkeit beträgt 80 km/h, auf dem offenen Abschnitt der Linie 9 sogar 110 km/h.

## Stationen

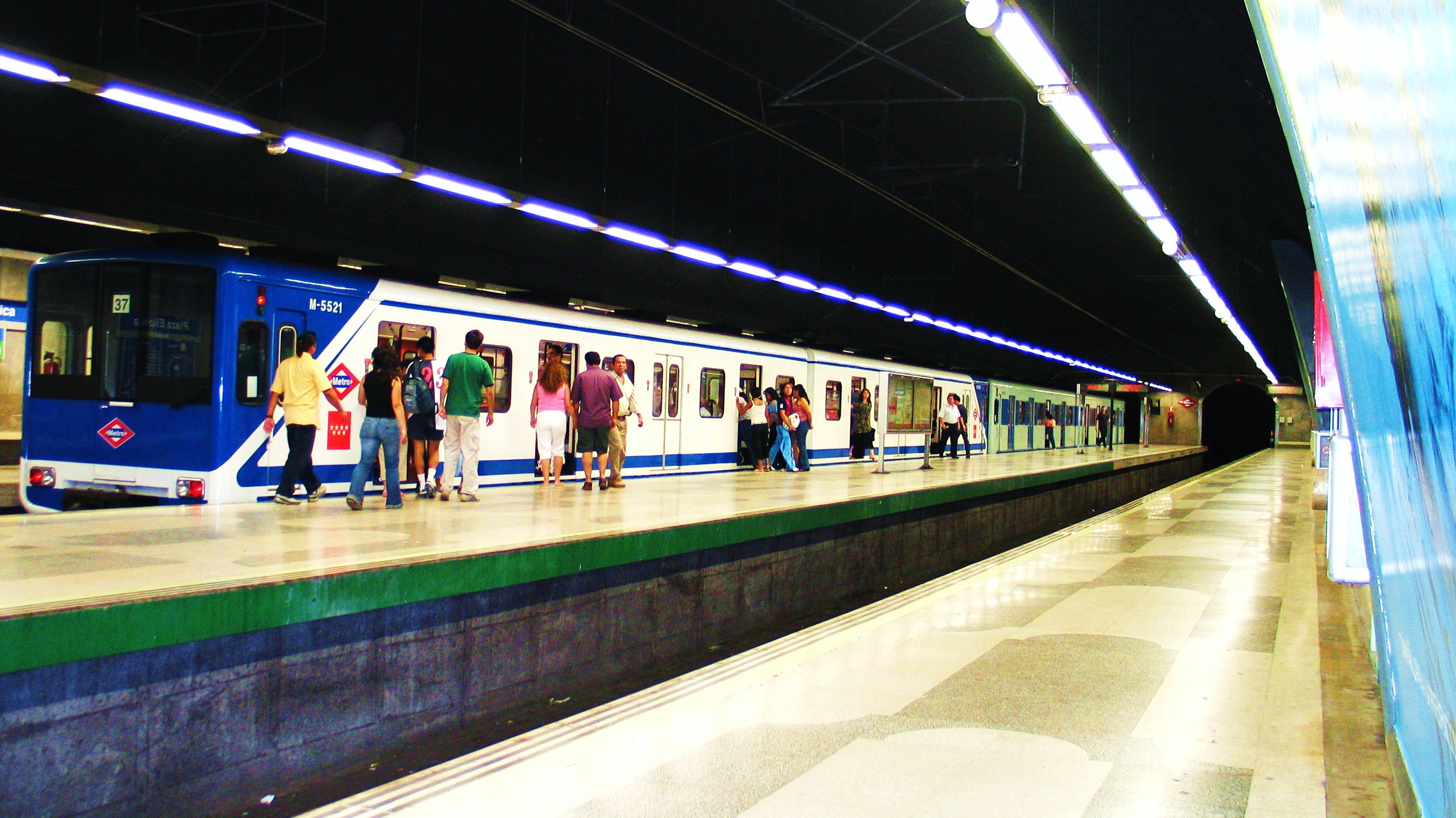
Spanische Lösung – der mittlere Bahnsteig ist für die Aussteigenden, der äußere für die Einsteigenden.

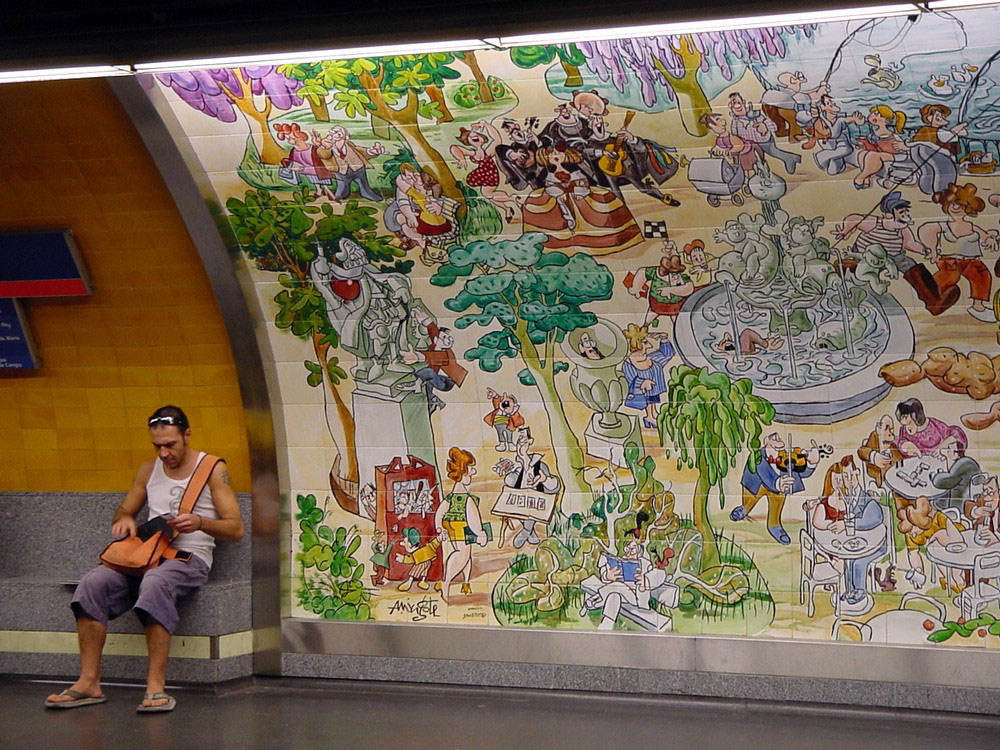
Wandbild in der Station Retiro entworfen von Antonio Mingote (Linie 2)

Die Stationen sind von Strecke zu Strecke unterschiedlich lang. Jene der Kleinprofillinien 1, 3 und 5 sind 90 Meter lang, jene der Linien 2, 4 und R 60 Meter. Bis September 2006 wurden die Stationen der Linie 3 zur Kapazitätserhöhung von ehemals 60 auf 90 Meter verlängert. Die Stationen der Großprofillinien 6 bis 12 weisen eine einheitliche Länge von 115 Metern auf. Mehrere zweigleisige Stationen besitzen einen Mittelbahnsteig und zwei Seitenbahnsteige; dadurch kann das Ein- und Aussteigen getrennt erfolgen (Spanische Lösung).
In 39 der insgesamt 210 Stationen kann auf andere Metrolinien umgestiegen werden, in 19 zu den Zügen der Cercanías. Die Umsteigebeziehungen sind nicht überall ideal konzipiert; oft sind die Bahnsteige nur über lange Verbindungstunnel (in Nuevos Ministerios beispielsweise bis zu 250 Meter) oder über mehrere Rolltreppen erreichbar. Casa de Campo und Príncipe Pío sind die einzigen Stationen, wo das Umsteigen am selben Bahnsteig möglich ist.
Das Programm Plan de Accesibilidad sieht bis 2020 den Einbau von 80 zusätzlichen Fahrstühlen vor, was insgesamt 73 % der Stationen barrierefrei machen würde. Schon heute verfügt die Metro Madrid über etwa 530 Aufzüge und hat mit 1705 die meisten Rolltreppen weltweit.
Die Böden der Bahnsteige und auch die Wände der älteren Stationen sind meist gefliest. Bei Sanierungsarbeiten wurde 2006/2007 auf eine Abtragung und Erneuerung der alten Fliesen verzichtet. Stattdessen wurden die Wände in vielen Stationen zuerst mit einem Kunststoffmaterial ausgekleidet und darüber brachte man farbige Metallverschalungen an. Das Aussehen vieler Stationen wurde dadurch grundlegend verändert.
In den neueren Stationen sind die Wände auch mit Platten aus Marmor oder Granit verkleidet. Zahlreiche Stationen besitzen verschiedene künstlerische Gestaltungselemente wie Wandbilder oder Statuen, die meist einen Bezug zur näheren Umgebung herstellen. Beinahe alle Stationen besitzen ein Zwischengeschoss, in dem sich Fahrkartenautomaten, Informationsschalter, Drehkreuzsperren und Läden befinden.

## Fahrzeuge
Die Metro Madrid verfügt aktuell (August 2019) über etwa 2400 Wagen.

### Kleinprofil

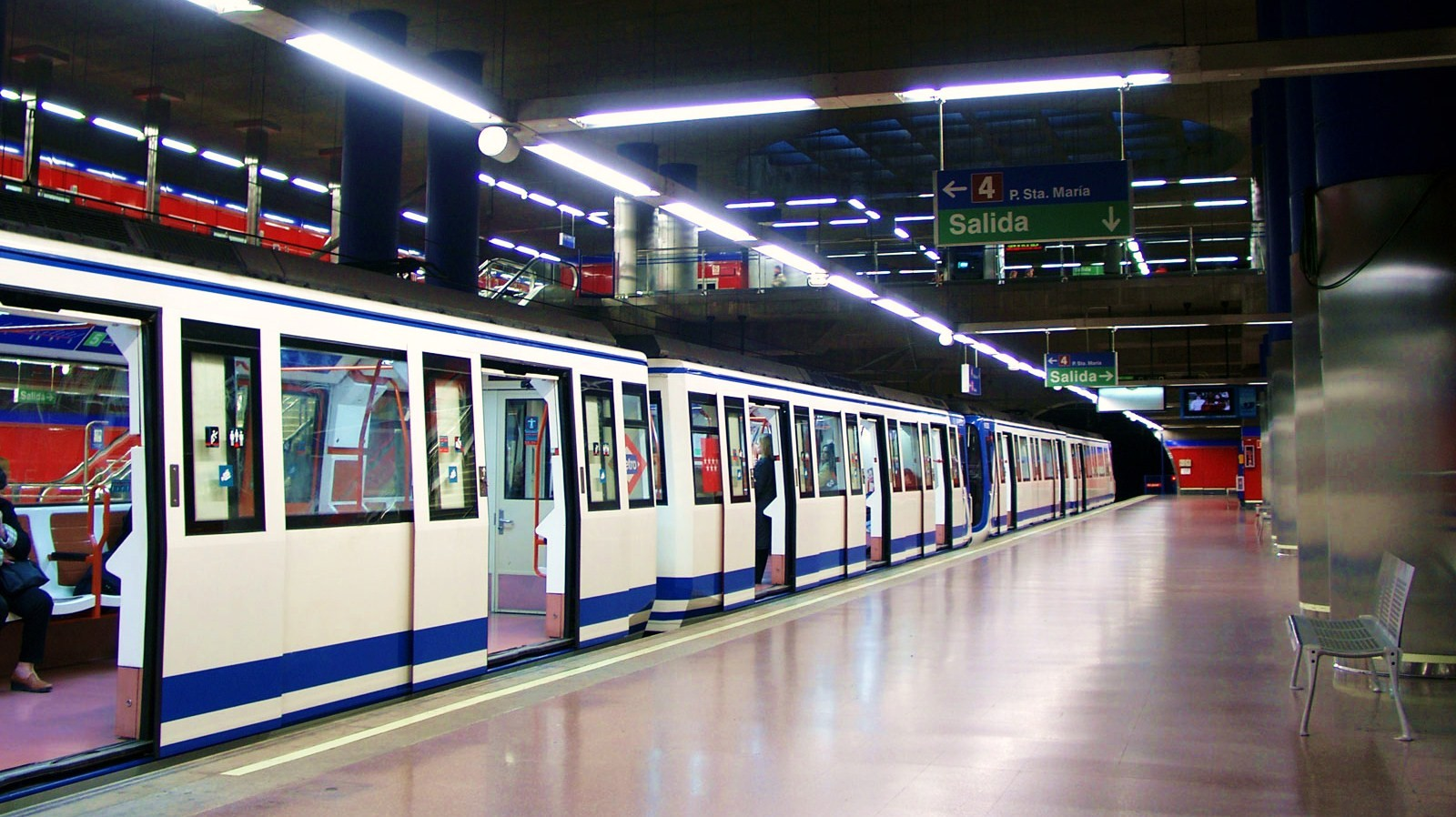
Kleinprofilzug der Linie 4 in der Station Mar de Cristal

Fast alle Züge der Kleinprofillinien sind aus Wagen der Baureihe 2000 zusammengesetzt, die 2,3 Meter breit sind und von der spanischen Waggonbaufirma CAF gebaut wurden. Während die Serie 2000-A von 1984 bis 1993 ausgeliefert wurde, fand die Lieferung der Serie 2000-B nur im Jahr 1998 statt. Seit Ende 2005 werden die 2000er-Wagen durch solche der Nachfolgebaureihe 3000 ergänzt.
Die Züge des Typs 2000-A verkehren auf der Linie 1, die 2000-B auf der Linie 5 und die 3000 auf den restlichen Kleinprofillinien (2, 3, 4 und R) sowie auf der Linie 11, die zwar eine Großprofillinie ist, aber aufgrund geringen Fahrgastaufkommens die höhere Kapazität der Großprofilzüge nicht benötigt.
Von Juni 1998 bis Mai 2002 wurden die Kleinprofilzüge auch auf der Großprofillinie 8 eingesetzt, weil diese damals noch nicht mit dem restlichen Großprofilnetz verbunden war. Einen Sonderfall bildete auch die Linie 10: Auf der ehemaligen „Suburbano“ verkehrten 2,35 Meter breite Züge der Baureihe 300. Als die „Suburbano“ 1998 mit dem damaligen Nordteil der Linie 8 zur Linie 10 verbunden wurde, kamen vorerst 2000er-Wagen zum Einsatz. In den Jahren 2000 und 2001 wurde der Tunnelabschnitt zwischen Plaza de España und Alonso Martínez für den Einsatz von Großprofilfahrzeugen umgebaut.

### Großprofil

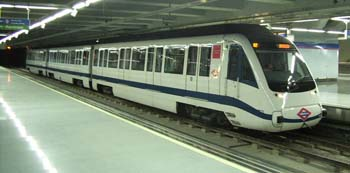
Ein Zug der Serie 8000 in der Station Colombia (Linie 8)

Auf dem Großprofilnetz werden vier verschiedene Baureihen eingesetzt, die alle 2,8 Meter breit sind. Die ältesten Züge der Baureihe 5000 stammen aus dem Jahr 1974; bis 1993 folgten drei weitere Serien, die sich jeweils in der Gestaltung der Frontpartie und der Innenausstattung unterscheiden. Sie sind überwiegend auf der Linie 9 unterwegs, vereinzelt auch auf der Linie 6.
Die Baureihe 6000 wurde 1998/1999 von einem Konsortium bestehend aus CAF, GEC-Alsthom, Adtranz und Siemens gebaut. Im Jahr 2002 erhielten einzelne Züge antriebslose Mittelwagen. Man begegnet Fahrzeugen dieses Typs nur auf der Linie 9.
Ab dem Jahr 2002 ausgeliefert wurden Züge der Baureihen 8000 und 7000. Erstere stammen von CAF, Alstom und Siemens, letztere von AnsaldoBreda. Auffälligstes Merkmal dieser Züge ist, dass sie von einem Ende zum anderen durchgängig begehbar sind. In den 8000er-Fahrzeugen der Flughafenlinie 8 gibt es zwar weniger Sitzplätze, dafür aber Gepäckregale. Die Baureihen 8000 und 8400 findet man auf den Linien 6, 8 und 12, die Baureihen 7000 und 9000 auf den Linien 7 und 10, vereinzelt auch auf den Linien 6 und 9.
Für die Umrüstung der Linie 6 auf fahrerlosen Betrieb liefert CAF 40 Sechswagenzüge. Sie sind 110 km/h schnell und können fast 1400 Fahrgäste befördern.

## Geschichte

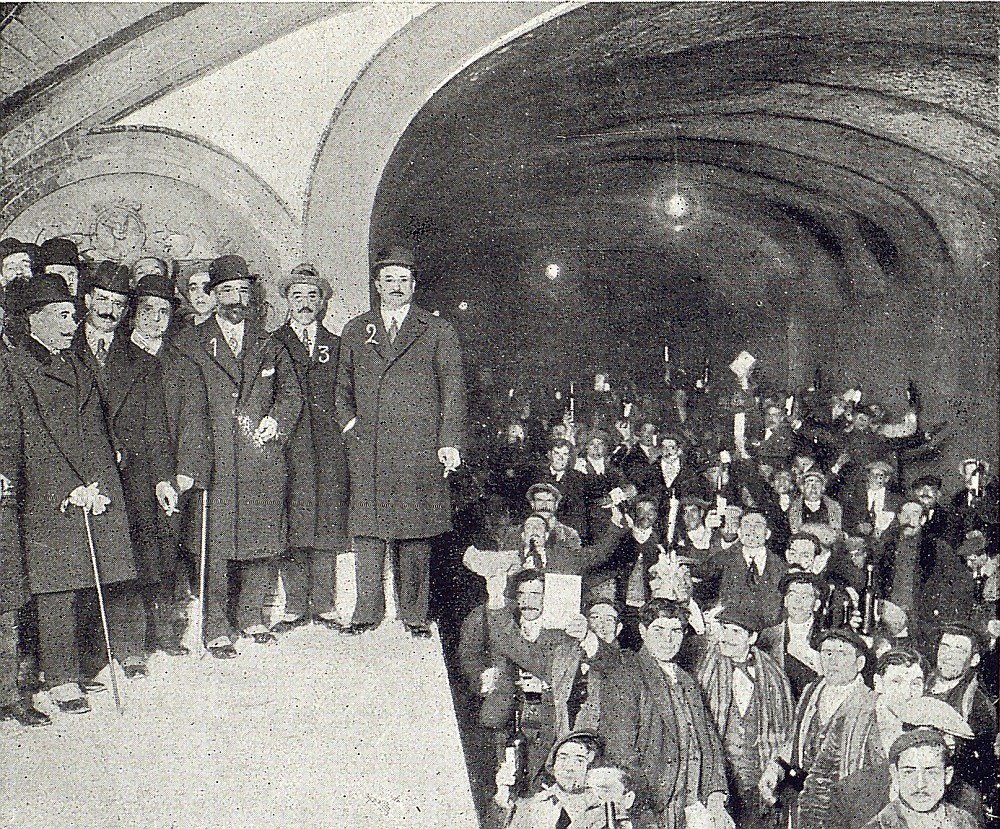
Hoher Besuch im neu erbauten Metrotunnel am 26. Januar 1919

Die Geschichte der Madrider U-Bahn kann in vier verschiedene Bauphasen eingeteilt werden. Während der ersten Phase, die von 1919 bis 1951 dauerte, wurden die Kleinprofillinien gebaut. Die zweite Phase zwischen 1951 und 1978 umfasst den Bau der ersten oberirdischen Strecken und der ersten Großprofillinien. Die dritte Phase von 1978 bis 1994 war geprägt von der Verstaatlichung des Betriebs und der Gründung des Verkehrsverbundes. Während der vierten Phase, die 1994 begann und bis zur weltweiten Finanzkrise 2008/2009 andauerte, verdoppelte die Metro ihr Streckennetz; eine Expansion, die in Europa unübertroffen war.

### Projekte
Am 31. Mai 1871 nahm die erste Pferdebahn Madrids ihren Betrieb auf. Acht Jahre später folgte die erste Dampfstraßenbahn. Im Stadtzentrum, insbesondere um den Verkehrsknotenpunkt Puerta del Sol, herrschte ein derart dichter Verkehr von Straßenbahnwagen und Pferdefuhrwerken, dass bereits 1892 ein erster Vorschlag zum Bau einer U-Bahn präsentiert wurde. Pedro García Faria plante ein Netz von fünf Linien, auf denen auch Güterverkehr abgewickelt werden sollte. Obwohl Faria eine Konzession erhielt, wurden die Strecken nie gebaut.
Das rasch expandierende Pferdebahnnetz wurde zwischen 1898 und 1906 vollständig elektrifiziert, die letzte Dampfstraßenbahn hielt sich bis 1931. Im Jahr 1913 – damals zählte die Stadt etwa 600.000 Einwohner – präsentierten die Ingenieure Miguel Otamendi, Carlos Mendoza und Antonio González Echarte ein neues U-Bahn-Projekt. Dieses sah den Bau von vier Linien mit einer Gesamtlänge von 14 Kilometern vor; die Streckenführung entspricht genau derjenigen der heutigen Linien 1 bis 4. Otamendi reichte 1915 ein Konzessionsgesuch ein, das am 19. September 1916 bewilligt wurde.
Otamendi und seine Partner hatten zu Beginn Mühe, die benötigten Geldmittel aufzutreiben, trotz Unterstützung der Banco Vizcaya. König Alfons XIII., der ein großes persönliches Interesse an dem Projekt gezeigt hatte, kam zu Hilfe und beteiligte sich mit einer Million Peseten. Mit einem Kapital von 10 Millionen Peseten erfolgte am 24. Januar 1917 die Gründung der privaten U-Bahn-Gesellschaft, die den Namen „Compañia Metropolitano Alfonso XIII“ erhielt. Die Bauarbeiten begannen am 17. Juli desselben Jahres. Wegen des Ersten Weltkriegs, der das übrige Europa erschütterte, verzögerte sich die Bereitstellung von Baumaterial erheblich. Auch war kein spanisches oder europäisches Unternehmen in der Lage, Elektromotoren für die Triebwagen zu liefern. Diese mussten deshalb der Pariser Métro abgekauft werden.

### Die ersten Strecken

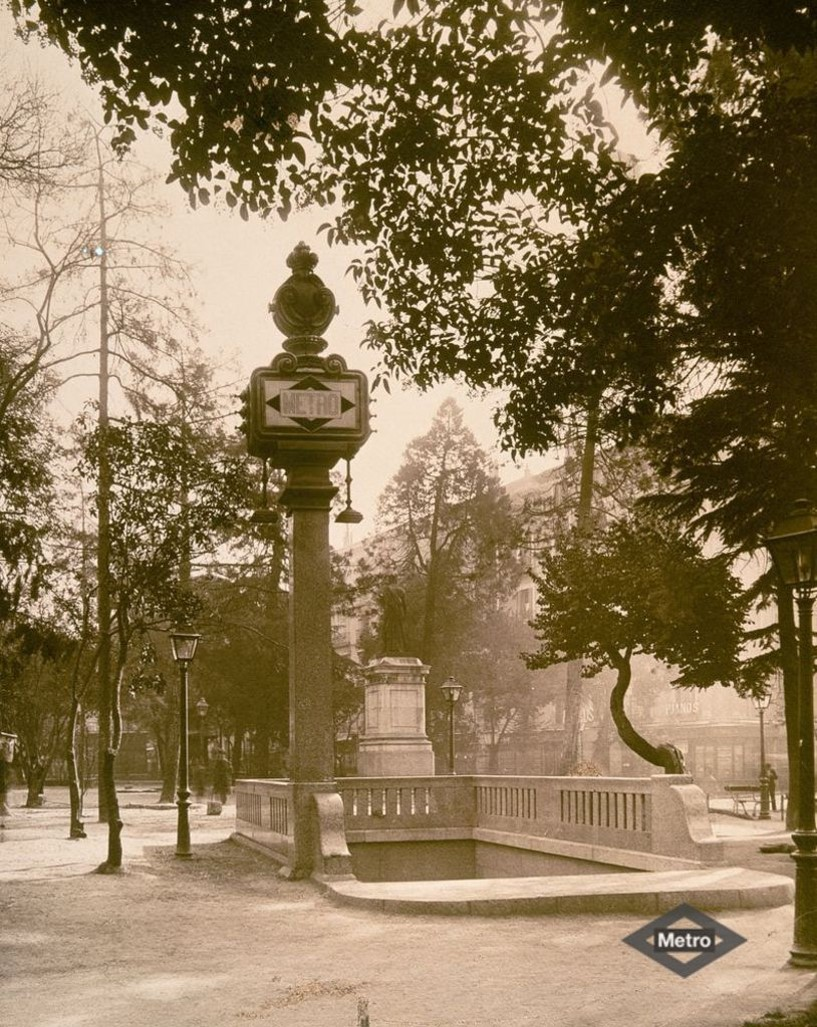
Eingang zur heutigen Station Tirso de Molina (Linie 1) in den 1920er-Jahren

Am 17. Oktober 1919 eröffnete Alfons XIII. offiziell den ersten Abschnitt der Linie 1. Dieser war vier Kilometer lang und führte von Sol nach Cuatro Caminos am damaligen Stadtrand, wo sich auch das Depot befand. Der fahrplanmäßige Betrieb begann genau zwei Wochen später. Von Beginn an erwies sich das neue Verkehrsmittel als großer Erfolg. Bereits zwei Jahre später folgte die erste Verlängerung zum Bahnhof Atocha. Ebenfalls 1921 installierte man die ersten Rolltreppen, deren Benutzung zu Beginn aber noch kostenpflichtig war.
Der erste Abschnitt der Linie 2 zwischen Sol und der Stierkampfarena Ventas wurde am 14. Juni 1924 eröffnet. Am 27. Dezember 1925 folgte die nur gerade 1,1 Kilometer lange Pendellinie R („Ramal“) zwischen Ópera und dem Nordbahnhof (Estación del Norte, heute Príncipe Pío). Der Bahnhof liegt tief unten im Tal des Manzanares und die Wagen der Straßenbahn kamen auf der steilen Straße nur sehr langsam voran, weshalb die Linie R trotz ihrer Kürze einen erheblichen Zeitgewinn ermöglichte.
Nachdem 1931 der König das Land verlassen hatte und die Zweite Spanische Republik ausgerufen worden war, musste die Gesellschaft ihren Namen in Compañia Metropolitano de Madrid ändern. Im selben Jahr stellte sie auch die ersten Fahrkartenautomaten auf. Am 17. September 1932 ging die Strecke Goya–Diego de León in Betrieb. Dabei handelt es sich um den ersten Abschnitt der Linie 4, die jedoch bis 1958 als Zweigstrecke der Linie 2 betrieben und erst dann mit den übrigen, später gebauten, Abschnitten verbunden wurde.

Streckennetz im Jahr 1951

Wenige Wochen nach Beginn des Spanischen Bürgerkriegs wurde am 9. August 1936 der erste Abschnitt der Linie 3 zwischen Sol und Embajadores eröffnet. Doch nur fünf Tage später musste der Verkehr auf der Pendellinie R eingestellt werden; der Nordbahnhof war von seinem Hinterland abgeschnitten worden, so dass es kaum noch Fahrgäste gab. Während der nächsten drei Jahre belagerten die Truppen Francisco Francos Madrid, doch der Betrieb der Metro konnte fast reibungslos aufrechterhalten werden. Die Metrozüge transportierten während der Belagerung auch Särge und Leichen zu den östlich gelegenen Friedhöfen. Die kurze Zweigstrecke zwischen Goya und Diego de León wurde zeitweise geschlossen und als Arsenal genutzt. Dort ereignete sich am 10. Januar 1938 eine heftige Explosion, die eine unbekannte Anzahl Todesopfer forderte.
Nach der Eroberung Madrids am 28. März 1939 durch nationalistische Truppen wurden die bei der Metro beschäftigten Kommunisten und Sozialisten sofort entlassen und durch Angestellte ersetzt, die dem neuen Regime gegenüber loyal waren. Einzelne Stationen erhielten auf Anordnung des Falange-Regimes neue Namen. Bereits im Juli 1941 konnte wieder eine Erweiterung des Metronetzes dem Verkehr übergeben werden. 1948 begann die schrittweise Stilllegung des über 140 Kilometer langen Straßenbahnnetzes und dessen Ersatz durch neue Metro- und Buslinien; dieser Prozess wurde 1972 abgeschlossen. Mit der Fertigstellung des südlichen Teils der Linie 3 am 1. März 1951 erreichte das Streckennetz eine Länge von 27,6 Kilometern.

### „Suburbanos“ und Großprofillinien

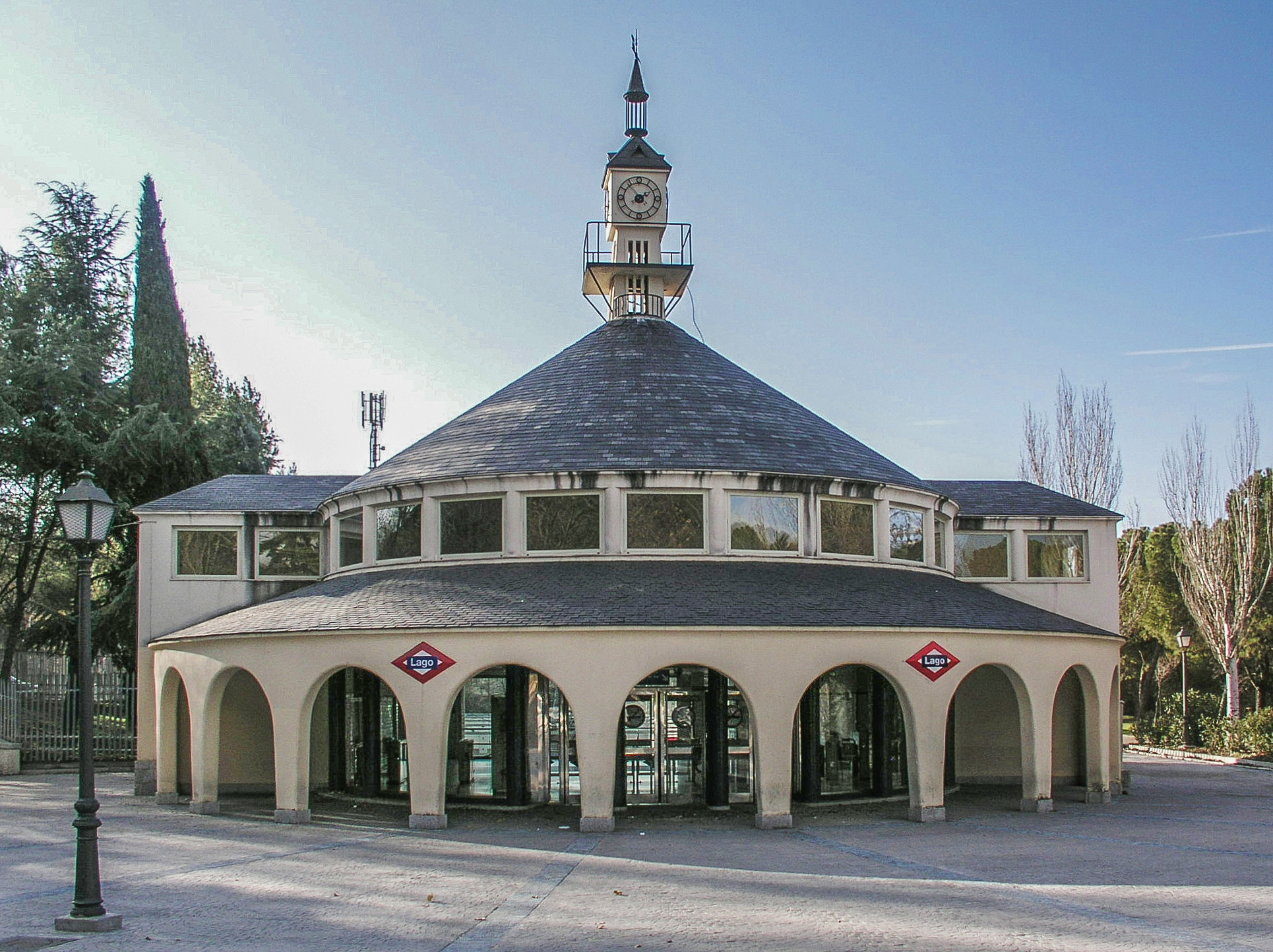
Lago, eine der wenigen oberirdischen Stationen der Metro Madrid (Linie 10)

Im Dezember 1951 veröffentlichte das Ministerium für öffentliche Arbeiten einen Gesamtverkehrsplan für Madrid. Neben 50 Kilometer neuer Metrostrecken war zum ersten Mal überhaupt der Bau von oberirdischen Strecken vorgesehen, mit einer Gesamtlänge von 60 Kilometern. Die neuen „Suburbanos“ (dt. „Vorortlinien“) sollten zwar mit Metro-ähnlichen Fahrzeugen betrieben werden, jedoch einen erheblich höheren Stationsabstand aufweisen (bis zu 2 Kilometer statt durchschnittlich 500 Meter) und weitgehend an der Oberfläche verkehren.
Trotz des wirtschaftlichen Aufschwungs und des rasanten Bevölkerungswachstums – während der 1950er Jahre stieg die Einwohnerzahl von 1,7 auf 2,6 Millionen an – dauerte es aber mehr als neun Jahre, bis das Metronetz wieder erweitert werden konnte. Die erste und zugleich auch letzte „Suburbano“ (Linie S, heutige Linie 10) von der Plaza de España über Batán nach Carabanchel wurde am 4. Februar 1961 eröffnet. Da der Staat zum ersten Mal überhaupt die Baukosten übernommen hatte, war diese Strecke bis 1979 im Besitz der staatlichen Gesellschaft Ferrocarril Suburbano de Carabanchel („Carabanchel-Vorortbahn“); die Betriebsführung lag hingegen von Anfang an bei der Metro. Die Bahnsteige waren nicht wie bisher üblich 60 Meter, sondern 90 Meter lang, um längere Züge einsetzen zu können.

Streckennetz im Jahr 1977

Bis 1966 wurden auch auf der Linie 1 die Bahnsteige von 60 auf 90 Meter verlängert. Am 21. Mai jenes Jahres musste die Station Chamberí geschlossen werden, denn aufgrund dieser Ausbaumaßnahme lag sie nur noch 230 Meter von der Station Iglesia entfernt. Bis heute ist dies auf dem gesamten Netz der Madrider Metro die einzige Schließung, die jemals erfolgt ist. Die 1951 veröffentlichten Pläne konnten zu einem großen Teil nicht umgesetzt werden, dies traf vor allem auf die „Suburbanos“ zu. Auch der 1961 von der Stadtverwaltung erarbeitete Ausbauplan blieb weitgehend ohne Folgen. Zu den wenigen Ausnahmen zählt die Linie 5, deren erstes Teilstück zwischen Callao und Carabanchel am 5. Juni 1968 eröffnet wurde. Linie 5 ist die letzte im Kleinprofil erbaute Linie.
1967 genehmigte die Regierung einen Ausbauplan, der 1971 überarbeitet und 1974 aktualisiert wurde. Er sah den Bau neuer Strecken vor, die weitgehend der Linienführung der heutigen Linien 6, 7, 8, 9 und (teilweise) 10 entsprechen. Um zukünftige Kapazitätsengpässe von vornherein auszuschließen, entstanden die Strecken mit einem größeren Profil. Die Standardlänge der Stationen wurde auf 115 Meter festgelegt und Rolltreppen gehörten fortan zur Grundausstattung. Am 17. Juli 1974 erfolgte die Eröffnung des ersten Abschnitts der Linie 7 zwischen Pueblo Nuevo und Las Musas, der ersten Strecke im Großprofil.

### Verstaatlichung

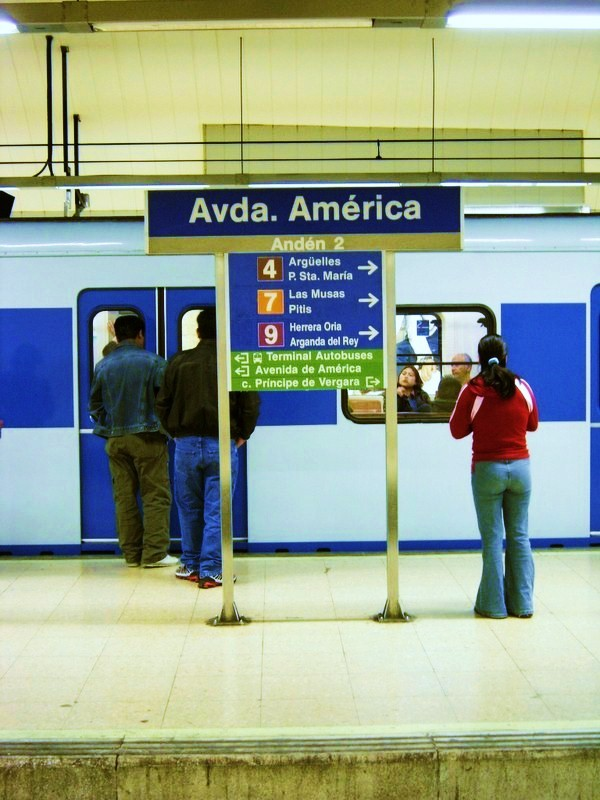
Unter der Avenida de América kreuzen sich vier Linien (hier Linie 6).

Die frühen 1970er Jahre erwiesen sich für die private Metrogesellschaft als wirtschaftlich schwierig. 1974 erwirtschaftete sie erstmals überhaupt einen Verlust. Mit dem Tode Francisco Francos am 20. November 1975 begann in Spanien eine neue Ära. Das Unternehmen kämpfte unterdessen immer mehr um sein wirtschaftliches Überleben. Die Fahrpreise wurden erhöht, das Defizit wuchs an, die Infrastruktur begann zu verfallen, Vandalismus und Taschendiebstähle nahmen zu. Dies führte trotz der Eröffnung neuer, durch den Staat finanzierter Strecken, zu einem verstärkten Rückgang der Fahrgastzahlen.
Schließlich stellte die Regierung am 7. Juni 1978 die Metro unter die direkte Kontrolle des Verkehrsministeriums und übertrug die Betriebsführung einem „Interventionsrat“. Das Streckennetz war zu diesem Zeitpunkt 64,3 Kilometer lang. Am 9. November 1979 wurde die U-Bahn-Gesellschaft verstaatlicht, sie ging in den Besitz der Stadt Madrid und der Provinz Madrid über. Die Verstaatlichung führte dazu, dass nun erheblich mehr Geld in die Verbesserung der Infrastruktur und der Sicherheitsmaßnahmen floss, was sich positiv auf die Fahrgastzahlen auswirkte.
Die Strecke Cuatro Caminos – Pacífico, der erste Abschnitt der Linie 6, wurde am 11. Oktober 1979 eröffnet. Am 31. Januar 1980 fuhren die Züge erstmals auf der neuen Linie 9, zwischen Sainz de Baranda und Pavones. Schließlich folgte am 10. Juni 1982 der erste Abschnitt der Linie 8 (heute der nördliche Teil der Linie 10) zwischen Nuevos Ministerios und Fuencarral; diese Strecke führt am Santiago-Bernabéu-Stadion vorbei und wurde drei Tage vor Beginn der Fußball-Weltmeisterschaft 1982 eröffnet.
Mit der Strecke Plaza Castilla – Herrera Oria der Linie 9 erreichte das Streckennetz der Madrider Metro am 3. Juni 1983 eine Länge von 100 Kilometern. Dieser Abschnitt war vorerst vom Rest der Linie 9 isoliert und wurde bis zum Lückenschluss im Jahr 1986 als Linie 9B betrieben. Am 16. Dezember 1985 erfolgte die Gründung der öffentlich-rechtlichen Gesellschaft Consorcio Regional de Transportes de Madrid, die alle Massenverkehrsmittel der Hauptstadtregion in einem Verkehrsverbund zusammenfasste. Am 31. Dezember 1986 übertrugen Stadt und Region Madrid sämtliche Anteile an das neue Konsortium, deren Tochtergesellschaft die Metro seither ist. Im Jahr 1989, siebzig Jahre nach Eröffnung der ersten Strecke, erhielt die Metrogesellschaft einen neuen Namen und heißt seitdem Metro de Madrid S.A. Bis zum April 1994 wuchs das Streckennetz auf eine Länge von 114,4 Kilometern.

### Expansion in den 1990er Jahren

Streckennetz im Jahr 1994

1993 stellte das Consorcio Regional de Transportes einen neuen Ausbauplan vor, der sämtliche früheren Pläne in den Schatten stellte. Das Ziel war, dass jeder Bewohner der Stadt maximal 600 Meter von der nächsten Metrostation entfernt wohnen sollte (zu diesem Zeitpunkt waren es rund 70 %). Darüber hinaus sollte die Cercanías-S-Bahn wo immer möglich besser mit dem Metronetz verknüpft werden. 1995 machte die Partido Popular die Metro zum Hauptwahlkampfthema vor den Wahlen zum regionalen Parlament und erreichte die absolute Mehrheit mit dem Versprechen, das Streckennetz rascher als zuvor unter der Regierung der PSOE auszubauen.
Um die Kosten möglichst gering zu halten, kam ein neuartiges Finanzierungsmodell zur Anwendung. Sämtliche Finanzierungsaktivitäten wurden an das Unternehmen Arpegio ausgelagert. Da sich Arpegio vollständig im Besitz der Regionalregierung befindet, verfügte es über umfangreiche Landreserven, die den Banken als Sicherheit dienten. Sobald ein Gebiet durch die Metro erschlossen war, stiegen die Grundstückspreise jeweils rasch an und die Ausbauten konnten so zu einem großen Teil refinanziert werden. Die Arbeiten wurden von Bauingenieuren geleitet, die ebenfalls direkt der Regionalregierung unterstanden. Auf diese Weise konnten die sonst üblichen hohen Kosten für externes Projektmanagement und Unternehmensberater eingespart werden.

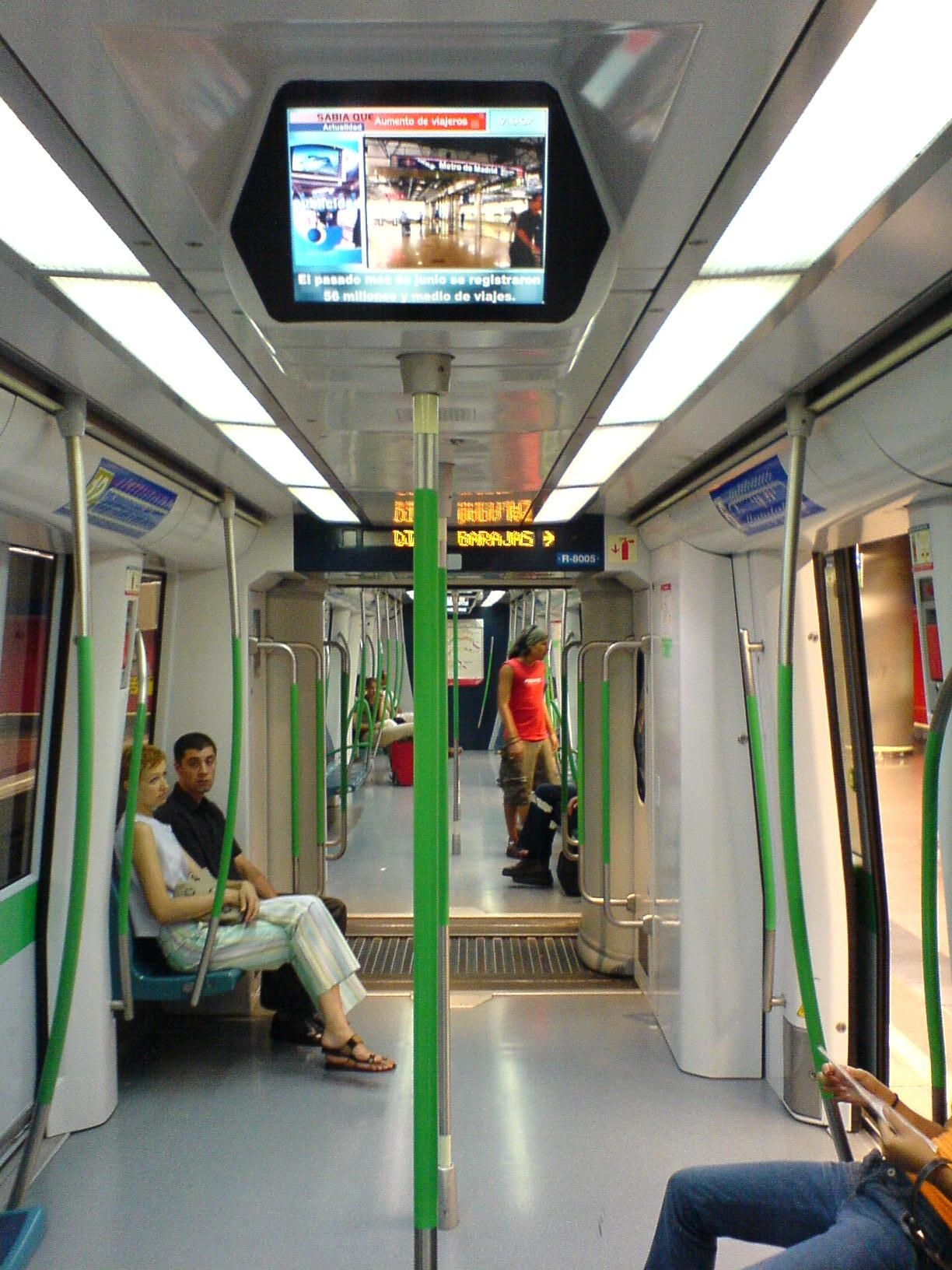
In einem Zug der Linie 8

Die Erweiterung der Madrider Metro war in der zweiten Hälfte der 1990er Jahre das mit Abstand größte Tiefbauprojekt Europas und wurde nur vom Ausbauprogramm der Seouler U-Bahn übertroffen. Die Kosten waren relativ gering und betrugen je Kilometer nur gerade 31 Millionen Euro (neu beschaffte Fahrzeuge nicht inbegriffen). Zum Vergleich: Die im selben Zeitraum gebaute Verlängerung der Jubilee Line der London Underground kostete je Kilometer mehr als zehn Mal so viel. Im Stadtgebiet Madrids waren bis zu sechs Tunnelbohrmaschinen gleichzeitig im Einsatz. Ein Exemplar der Firma Mitsubishi erreichte mit 792 Metern Vortrieb in einem einzigen Monat einen neuen Weltrekord.
Im Mai 1995 wurde mit dem Abschnitt Ciudad Universitaria – Laguna die letzte Lücke der Linie 6 geschlossen, die seitdem als Ringlinie rund um das gesamte Stadtzentrum verläuft und mit über 500.000 Fahrgästen täglich die am meisten nachgefragte Metrolinie ist. Am Bahnhof Príncipe Pío baute man die U-Bahn-Station, die bis dahin nur von der Pendellinie R bedient worden war, zu einem bedeutenden Verkehrsknotenpunkt aus, an dem sich seitdem drei Metrolinien und zwei Linien der Cercanías kreuzen. Zu diesem Zweck musste die Tunnelstrecke der Linie S verschwenkt werden. Am 22. Januar 1998 wurde die Linie S nach Nuevos Ministerios verlängert und mit dem Nordteil der damaligen Linie 8 zur neuen Linie 10 zusammengefügt.
Am 14. Juni 1998 eröffnete König Juan Carlos I. die Strecke zum Flughafen Madrid-Barajas, die die nunmehr frei gewordene Liniennummer 8 erhielt. Am 16. November desselben Jahres wurde der Betrieb auf dem ersten Teilstück der Linie 11 aufgenommen. Am 7. April 1999 überquerte die Metro Madrid mit der oberirdischen Verlängerung der Linie 9 nach Arganda del Rey erstmals überhaupt die Stadtgrenze. In den Jahren 1998/1999 baute man außerdem die Linie 7 in vier Etappen auf das Zweieinhalbfache ihrer bisherigen Länge aus und wandelte sie dadurch von einer eher isolierten, vergleichsweise wenig nachgefragten Radiallinie zur wichtigsten Ost-West-Verbindung um.

### Expansion zu Beginn des 21. Jahrhunderts
Mit der Verlängerung der Linie 10 nach Colonia Jardín am 22. Oktober 2002 übernahm die Linie 5 den Abschnitt Casa de Campo–Aluche der ehemaligen „Suburbano“. Der Abschluss und zugleich Höhepunkt des gesamten Ausbauprogramms war am 11. April 2003. An diesem Tag wurden nicht weniger als 47 Kilometer neue Metrostrecken in Betrieb genommen, so viel wie nie zuvor in ganz Europa. Dabei handelte es sich einerseits um die Verlängerung der Linie 10 nach Puerta del Sur in der Stadt Alcorcón, andererseits um die gesamte Linie 12 (MetroSur), die seitdem Alcorcón mit Móstoles, Fuenlabrada, Getafe und Leganés verbindet.

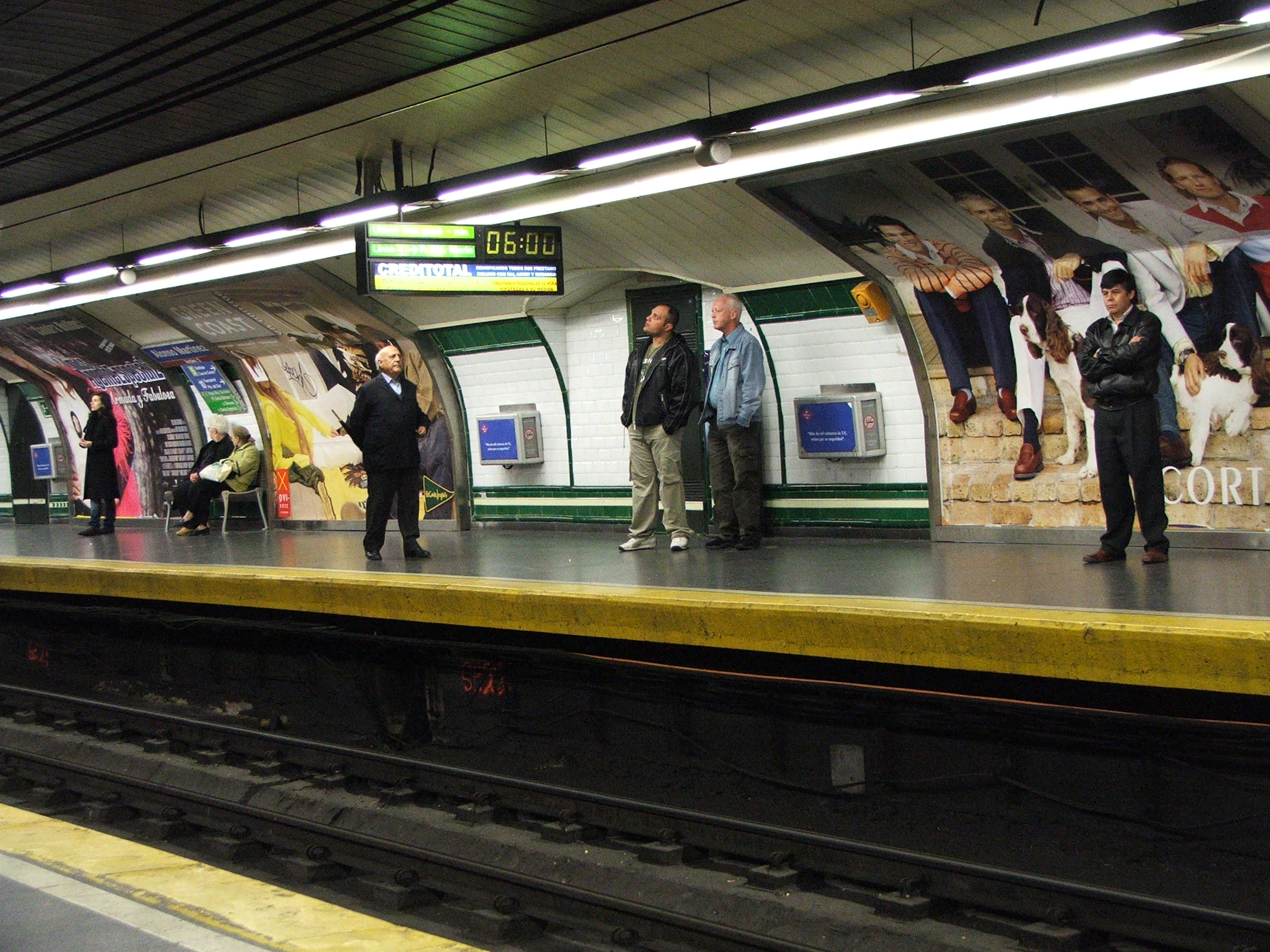
Station Alonso Martínez (Linie 4)

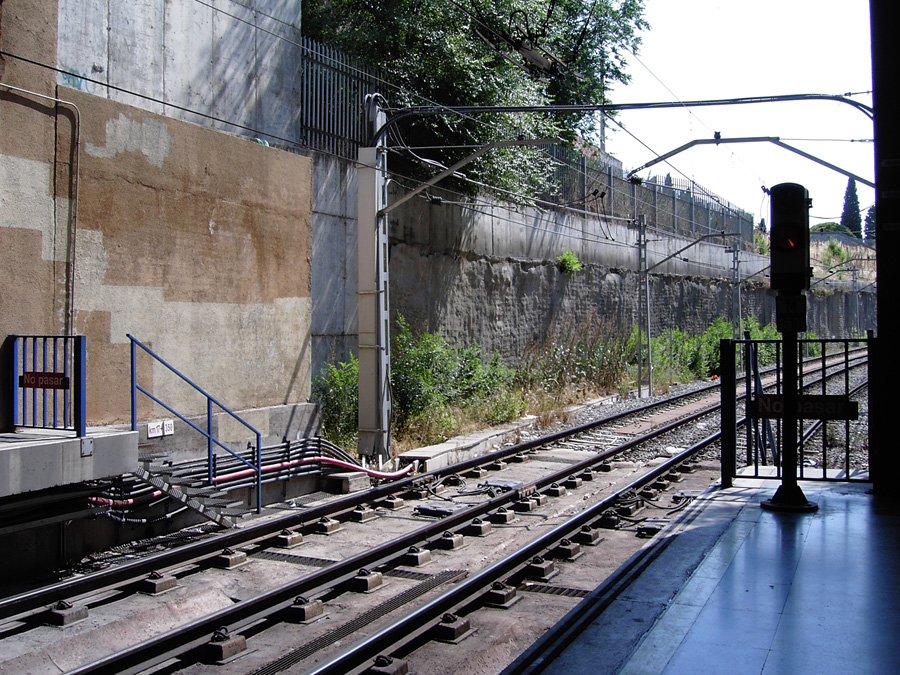
Offener Streckenabschnitt an der Station Eugenia de Montijo (Linie 5)

Nach der Fertigstellung von MetroSur im Jahr 2003 beschlossen die Stadt Madrid und die Autonome Gemeinschaft Madrid ein weiteres umfangreiches Ausbauprogramm („Plan de Ampliación de Metro 2003-2007“) mit Strecken von insgesamt 55 Kilometern Länge. Das Programm umfasste neben Streckenverlängerungen auch den Bau neuer Stationen an bestehenden Strecken, die Modernisierung des Rollmaterials und den behindertengerechten Umbau bestehender Stationen.
Sämtliche bereits bestehenden Bahnsteige der Linie 3 wurden bis September 2006 etappenweise von 60 auf 90 Meter verlängert. Die nordwestliche Endstation Moncloa der Linie 3 wurde abgerissen und komplett neu errichtet: Sie liegt nun parallel zur Linie 6 und nicht mehr winklig dazu. So ist in Zukunft eine Verlängerung der Linie möglich.
Ab Herbst 2006 nahm die Metro Madrid die einzelnen Elemente des Ausbauprogramms Schritt für Schritt in Betrieb. Den Auftakt bildete die Verlängerung der Linie 5 bis Alameda de Osuna am 24. November, gefolgt von der Verlängerung der Linie 11 bis La Peseta am 18. Dezember. Als Nächstes wurden drei Stationen an bereits bestehenden Strecken eröffnet: Am 18. Dezember Aviación Española (Linie 10), am 15. Januar 2007 Pinar del Rey (Linie 8) und am 26. Januar Arganzuela-Planetario (Linie 6).
Weitere Strecken kamen in rascher Folge hinzu: Am 16. Februar 2007 wurde die Linie 2 bis La Elipa verlängert, am 30. März die Linie 1 bis zum Bahnhof Chamartín. Der Bahnhof wird markant erweitert. Zwei verschiedene Linien (1 und 4) verkehren seit dem 11. April zur gemeinsamen Endstation Pinar de Chamartín. Zehn Tage später wurde die Linie 3 um fast neun Kilometer von Legazpi nach Villaverde Alto verlängert, und am 3. Mai erfolgte schließlich die Eröffnung der zwei Kilometer langen Verlängerung der Linie 8 zum neuen Terminal 4 des Flughafens Barajas.
Die Linie 10 ist seit 26. April von Fuencarral aus um 15,7 Kilometer in den nördlichen Vorort San Sebastián de los Reyes verlängert (derzeitige Endstation Hospital Infanta Sofía). Auf diesem Teilstück verkehren bis auf weiteres kürzere Züge in größerem Takt. Tres Olivos an der Stadtgrenze dient dabei als temporäre Umsteigestation zur Linie 10b, bis das zu erwartende höhere Fahrgastaufkommen einen durchgehenden Betrieb rechtfertigt.
Um 12,2 Kilometer verlängert wurde am 5. Mai 2007 die Linie 7. Sie verkehrt über Las Musas hinaus in die östliche Vorstadt San Fernando de Henares (Endstation Hospital del Henares). Weil das Gebiet östlich der Stadtgrenze noch nicht vollständig bebaut ist und deshalb noch geringere Nachfrage zu erwarten ist, werden auf diesem Teilstück vorerst nur 3-Wagen-Züge mit einem größeren Intervall verkehren. Fahrgäste müssen in Estadio Olímpico auf die sogenannte Linie 7b umsteigen, bis das zu erwartende höhere Fahrgastaufkommen einen durchgehenden Betrieb rechtfertigt.
Linie 1 wurde am 16. Mai 2007 im Süden um 3,1 Kilometer von Congosto nach Valdecarros verlängert. Die Linie 11 erhielt im Oktober 2010 eine weitere Station, La Fortuna. Damit verlängerte sich die kurze Linie um 1,3 Kilometer.
Die Verlängerung der Linie 2 von La Elipa bis Las Rosas wurde am 16. März 2011 in Betrieb genommen. Sie umfasst eine Länge von 4,6 Kilometern und die neuen Zwischenstationen La Almudena, Alsacia und Avenida de Guadalajara.
Aufgrund von Baumängeln kam es bei der 2007/2008 eröffneten Linie 7B (MetroEste) zu Hebungen und Senkungen an der Strecke, sodass der Ostteil der Strecke 2022 vorerst stillgelegt wurde.
Am 21. April 2025 wurde die Linie 3 etwa 3,5 Kilometer um eine Station nach Süden verlängert. Die Erweiterung ist vollständig unterirdisch. Es mussten 2,6 Kilometer Tunnel gegraben werden. An der neuen Endhaltestelle El Casar kann zur Linie 12 und zum Cercanias umgestiegen werden. Zudem wurde ein Park-and-Ride-Parkplatz mit 565 Stellplätzen geschaffen.

## Ausstellungen
Verschiedene U-Bahn-Stationen zeigen zeitgenössische Kunst. Die Räume der Expometro innerhalb der Station Retiro zeigen Ausstellungen der Fotografie, Skulptur und Malerei, wie zum Beispiel The Dream of Madrid (1986) von Pablo Sycet, Rafael Arellano, Tono Carbajo, Christian Domec und Julio Juste oder Pasagiere von Daniel Garbade (2000). Die Ausstellung „100 Jahre Metro“ (2019) in der Station Chanmartín hat mehr als 27.000 Besucher verzeichnet. In den Bahnsteigen der Station Retiro hängen Wandbilder von Antonio Mingote. Die Station Goya der Linie 2 zeigt Werke von Francisco de Goya.

## Ausbau und Planungen

Abbildung von 2009 mit ursprünglich bis 2024 geplanten Erweiterungen

Viele ursprünglich geplante Erweiterungspläne wurden von den Auswirkungen der Finanzkrise 2008/2009 durchkreuzt, in deren Folge zunächst nur wenige Einzelstationen eröffnet wurden (bspw. Paco de Lucia als neuer nördlicher Endpunkt der Linie 9 im Jahr 2015). In den vergangenen Jahren konzentrierten sich die Bemühungen vor allem auf eine Verbesserung und Erneuerung der bestehenden Infrastruktur, hinsichtlich des bereits erwähnten Plan de Accesibilidad und der Herstellung lückenloser Mobilfunkversorgung bis 2020. Da sowohl die Anzahl der jährlichen Fahrten als auch die Einwohnerzahl der Comunidad de Madrid in den vergangenen Jahren eine deutliche Steigerung erfuhren, herrscht bezüglich der Notwendigkeit weiterer Ausbauten auf politischer Ebene weitgehend Konsens. Neben der Erschließung unterversorgter Gebiete ist ein Schwerpunkt vor allem die Entlastung der Linie 6, die als einzige zentrale Ringlinie in einem zumeist radial angelegten System nah an der Grenze ihrer Kapazität operiert.
Zu diesem Zweck wird die Linie 11 von ihrer bisherigen Endhaltestelle Plaza Elíptica um 6,3 Kilometer nach Conde de Casal verlängert, wobei diese beiden Stationen Teil der Linie 6 sind. Ausbaubeginn ist 2020, wobei die Pläne auch ein neues Busterminal in Conde de Casal vorsehen. Die Verlängerung wird sowohl Verbindungen zu den Linien 1 und 3 als auch dem Bahnhof Madrid-Atocha herstellen, der bis jetzt nur über die Linie 1 erreichbar ist. Zudem wird eine neue Station im bisher schlecht an den öffentlichen Personennahverkehr angebundenen Stadtteil Madrid Río errichtet. Die endgültige Endhaltestelle der Linie 11 soll Avenida de la Ilustración auf Linie 7 sein, der man sich in Form eines Halbkreises von Osten nähern würde, jedoch ist ungewiss, ob und wann diese Pläne umgesetzt werden.
Im Zusammenhang mit dem Städtebauprojekt Madrid Nuevo Norte (Neuer Norden, ursprünglich bekannt als Operación Chamartín) ist der Bau einer neuen vom Bahnhof Chamartín ausgehenden Strecke mit drei Stationen geplant.
Es bestehen Pläne, die Linien 6 und 8 bis 2030 auf fahrerlosen Betrieb umzustellen, um die Kapazitäten durch eine Verringerung des Taktes auf 2 Minuten zu erhöhen, wobei die Linie 6 zuerst umgestellt werden soll. Als vorbereitende Maßnahme wird die Strecke seit dem 9. März 2025 wird die Strecke bis Juni 2025 in den Abendstunden komplett gesperrt, um Vorarbeiten durchführen zu können. Im Anschluss wird die Strecke in zwei Teilen umfassend saniert.

## Metro Ligero

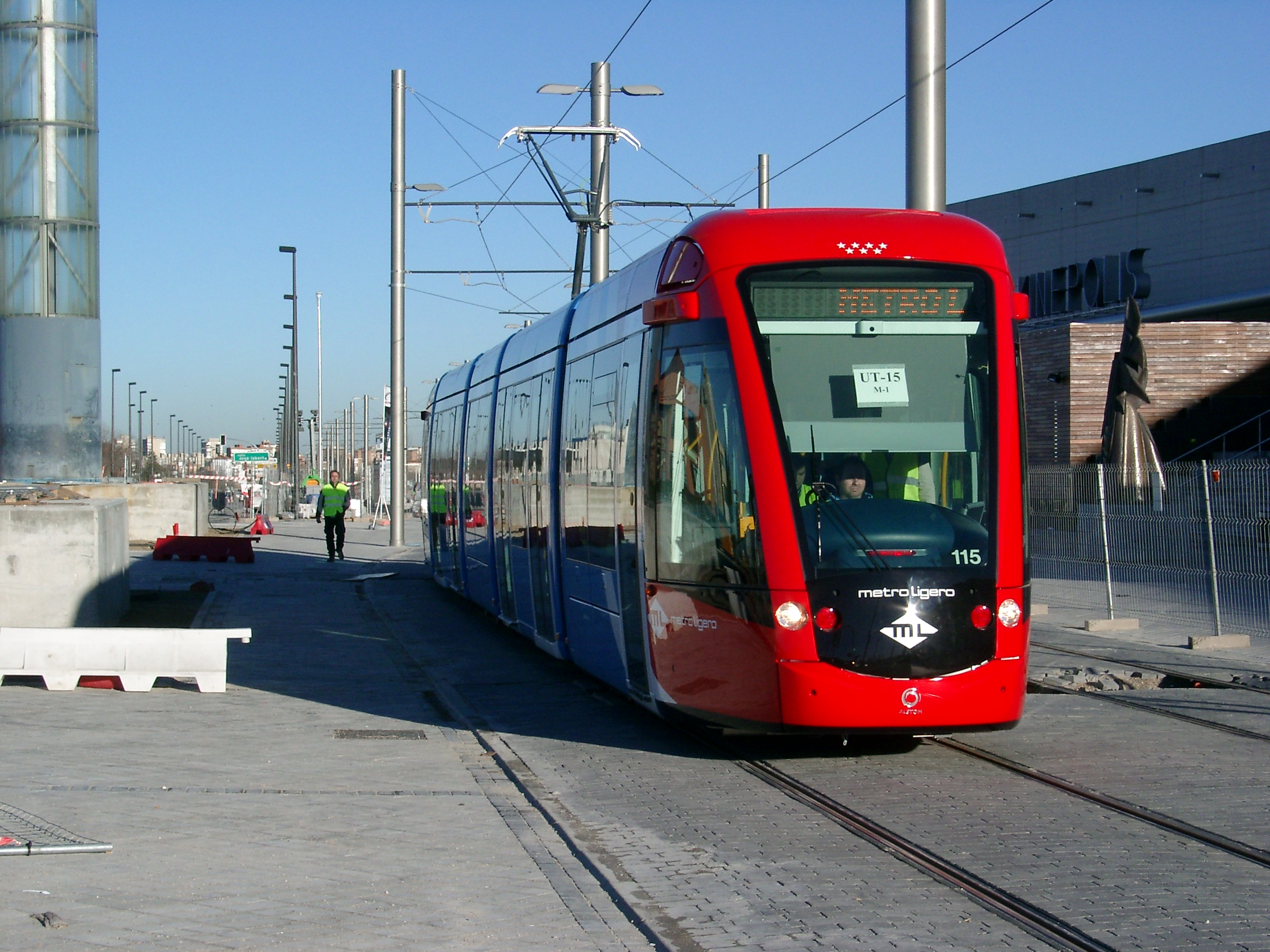
Stadtbahn-Probebetrieb im Februar 2007

Als Ergänzung und Zubringer zur U-Bahn entstanden zum Sommer 2007 in weniger dicht besiedelten Stadtteilen drei Stadtbahnstrecken, die unter der Bezeichnung Metro Ligero Madrid (dt. „Madrider Leichtmetro“) zusammengefasst werden. Die Strecken mit einer Gesamtlänge von 27,8 Kilometern verlaufen teils in Tunneln, teils straßenbündig. Nach einer Unterbrechung von 35 Jahren gibt es somit wieder ein straßenbahnähnliches Verkehrsmittel in Madrid. In Betrieb befinden sich folgende Strecken:
- Linie ML-1: Pinar de Chamartín – Las Tablas (5,4 km und 9 Stationen, davon 5 im Tunnel)
- Linie ML-2: Colonia Jardín – Aravaca (8,7 km und 13 Stationen, davon 3 im Tunnel)
- Linie ML-3: Colonia Jardín – Boadilla del Monte (13,7 km und 14 Stationen, davon 2 im Tunnel)